# 아이올리스인
아이올리스인(Aioleis, 고대 그리스어: Αἰολεῖς)은 이오니아 인, 도리아 인과 함께 고대 그리스를 구성한 집단의 하나였다. 그리스 신화에 따르면, 그들의 선조가 아이올리스였다고 생각했던 것에 유래한다.

## 개요
기원전 3000년 무렵에 다뉴브강 유역에서 이주해 왔다고 믿고 있다. 기원전 2000년 무렵에 그리스 본토 중부 테살리아와 보이오티아 지방에서 레스보스 섬으로 이주하고, 아나톨리아 서부에 12개 폴리스를 건설했다.
기원전 6세기 말경부터는 페르시아 제국에 지배를 받았고, 또한 셀레우코스 왕조 시리아 왕국과 아탈로스 왕조 페르가몬 왕국의 지배를 받아 로마 시대 이후에는 쇠퇴해 갔다.

## 같이 보기
- 그리스의 역사
- 아이올리스